# Biguanide
 (mars 2022).
Si vous disposez d'ouvrages ou d'articles de référence ou si vous connaissez des sites web de qualité traitant du thème abordé ici, merci de compléter l'article en donnant les références utiles à sa vérifiabilité et en les liant à la section « Notes et références ».
Le biguanide est une molécule dérivée de la guanidine : il s'agit de deux groupes guanidine dont l'un des atomes d'azote est commun. Le nom biguanide est aussi utilisé pour désigner la famille dérivée de cette molécule qui est également une classe pharmacologique de médicaments antidiabétiques. Les biguanides peuvent être utilisés comme médicaments antihyperglycémiques à prise orale en traitement de diabète sucré ou de prédiabète. Ils peuvent aussi être utilisés contre le paludisme.
Le poly(biguanide d'aminopropyle) (PAPB), un désinfectant, possède aussi ce groupe fonctionnel.

## Historique
Le Galéga officinal (Galega officinalis) a été utilisé comme antidiabétique dans la médecine traditionnelle durant des siècles. Dans les années 1920, des composés dérivés de la guanidine furent découverts dans des extraits de Galéga. Des études animales ont montré que ces composés diminuaient la glycémie. Des dérivés moins toxiques, la synthaline A et la synthaline B, ont été utilisés comme traitement du diabète, mais après la découverte de l'insuline, ont été oubliés pendant les décennies suivantes. Les biguanides ont été réintroduits dans le traitement des diabètes de type 2 à la fin des années 1950. Initialement, la phenformine était largement utilisée, mais les risques d'acidose lactique qu'elle générait, parfois avec issue fatale, ont fait qu'elle a été retirée de la pharmacothérapie dans la plupart des pharmacopées (1977 pour les États-Unis). La metformine est beaucoup plus sûre, et est le principal biguanide utilisé de par le monde.

## Exemples
- Metformine - largement utilisée dans le traitement de diabète de type 2.
- Phenformine - retirée du marché de par ses effets toxiques.
- Buformine - retirée du marché de par ses effets toxiques.
- Proguanil - un antipaludique.
- Chlorhexidine - un antiseptique, appartenant plus précisément au bisbiguanide

Metformine, avec deux groupes méthyle.
Buformine, avec un groupe butyle.
Phenformine, avec un groupe éthylphényle.
Proguanil, avec un groupe parachlorobenzène et un groupe isopropyle.
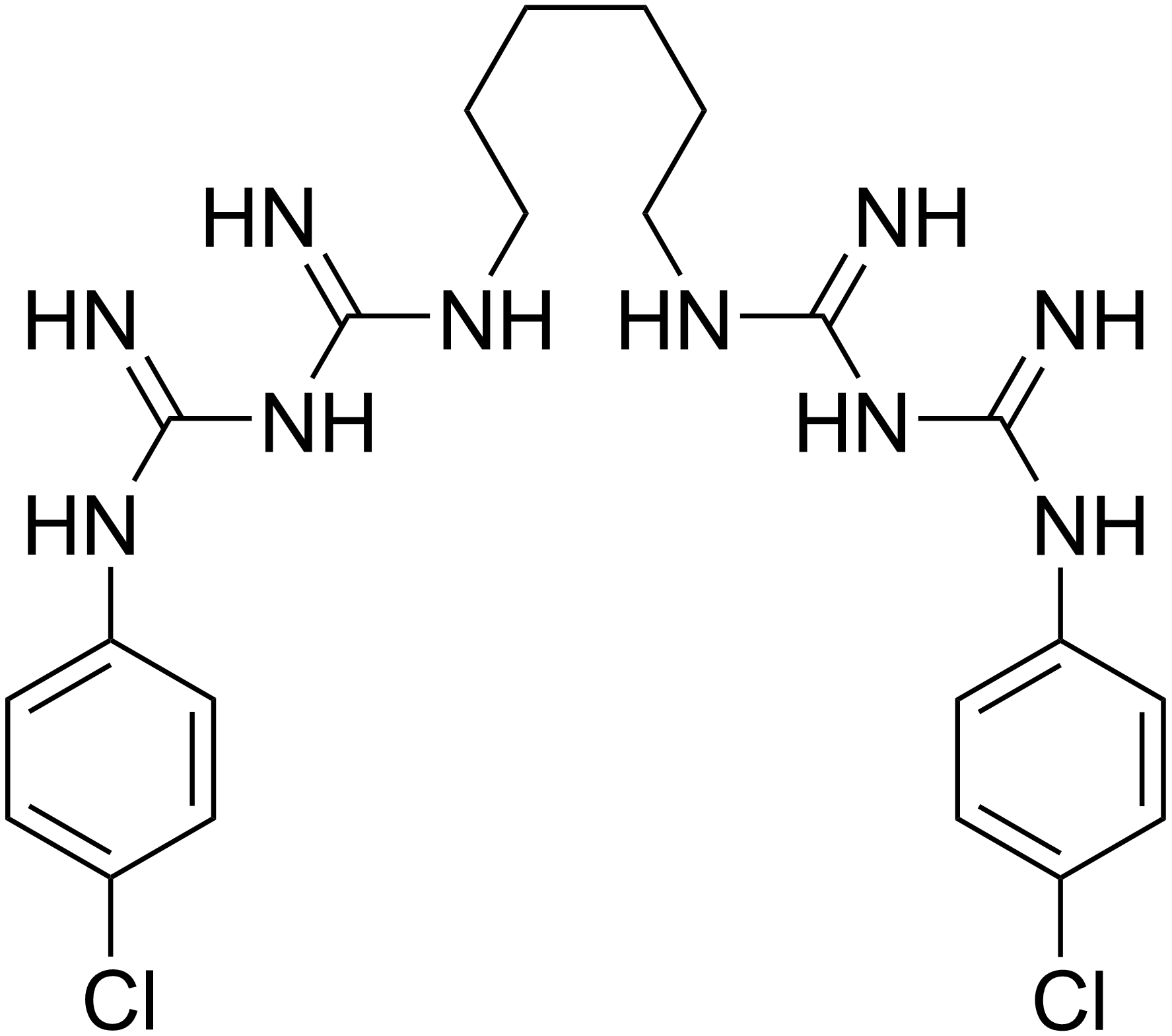
Chlorhexidine

## Pharmacothérapie

### Biguanides à visée antidiabétique
Les biguanides n'affectent pas l'action de l'insuline, contrairement à d'autres antidiabétiques comme les sulfonylurées et méglitinides. Ainsi, ils sont non seulement efficaces dans les cas de diabètes de type 2, mais ils peuvent aussi être utilisés chez les diabétiques de type 1, en même temps que l'insulinothérapie.

## Mécanisme d'action
Le mécanisme d'action des biguanides n'est pas totalement compris. Largement utilisée dans les cas de diabètes de type 2, la metformine est considérée comme accroissant la sensibilité à l'insuline in vivo, résultant en la réduction des concentrations en sucres dans le sang, augmentant l'absorption du glucose et diminuant la néoglucogenèse.
Cependant, dans les cas d'hyperinsulinémie, les biguanides peuvent abaisser rapidement les niveaux à jeun d'insuline dans le sang. Leurs utilisations thérapeutiques découlent de leur tendance à réduire la néoglucogenèse dans le foie, et, par conséquent, de réduire la glycémie. Les biguanides ont aussi tendance à rendre les cellules du corps plus disposées à absorber le glucose déjà présent dans le sang, et de là encore réduire la glycémie.

## Effets secondaires et toxicité
L'effet secondaire le plus commun est la diarrhée et la dyspepsie, qu'on rencontre chez 30 % des patients. Le plus important et sérieux effet secondaire est l'acidose lactique ; ainsi, la metformine est contre-indiquée dans les cas d'insuffisance rénale. Les fonctions rénales doivent ainsi être évaluées avant tout début de traitement. La phenformine et la buformine sont plus susceptibles de causer une acidose que la metformine ; ils ont ainsi pratiquement été remplacés par cette dernière. Lorsque la metformine est associée à d'autres médicaments, l'hypoglycémie et d'autres effets secondaires sont possibles.